# 김금덕
김금덕(金今德, 1909년 - 1975년)은 대한민국의 정치인이자 일제강점기와 대한민국의 여성 운동가이며, 유치원 보육교사, 대한제국의 황자 의친왕의 후궁이었다. 의친왕에게 대들다가 사동궁에서 쫓겨난 뒤, 유치원 교사로 활동했고 정치, 사회활동에 투신하였다. 해방 후 1948년 제1대 국회의원 총선거와 1950년 제2대 국회의원 총선거에 대전 제1선거구에서 출마했다가 낙선하였다.

## 생애
경성보육학교(京城保育學校)를 나와 유치원 보육교사로 활동했고, 한때는 보험회사 직원으로 취직했다. 일제강점기 초반, 그는 보험회사 직원으로 활동 중에 의친왕을 만나 그의 눈길을 사로잡았고, 의친왕의 후궁이 되어 이해경 등을 낳았다.
당시 의친왕은 독립군에 가담하려다가 조선총독부 경무국과 상하이 영사관 경찰에 발각되어 강제 은퇴당한 상태였다. 그러나 그는 의친왕의 배려로 궁 안의 보육교사로 취직하였다. 그러나 그는 의친왕에게 대들다 출궁당해 쫓겨났지만 재혼하고 사회활동을 했다.
해방 후 여성으로 1~2대 국회의원 선거에 출마하기도 했다. 1948년 5.10 제헌국회의원 총선거와 1950년 제2대 국회의원 총선거 당시 김금덕은 대전 제1선거구에서 후보자로 출마하였다. 말을 타고 장터를 돌며 선거활동을 하다 동네 노인들에게 욕을 먹기도 했다. 그러나 그는 ‘내가 지금 이렇게 해야 나중에 여성들이 정계에 진출할 수 있다’고 했다. 선거는 모두 낙방했다.

## 같이 보기
- 의친왕
- 이해경
- 이수길
- 이우
- 이곤
- 이석